# Ancylus scalariformis
Ancylus scalariformis е вид коремоного от семейство Planorbidae. Видът е световно застрашен, със статут Уязвим.

## Разпространение
Разпространен е в Албания и Северна Македония.